# Biografielijst My

## Myc
- Oleksij Mychajlytsjenko (1963), Sovjet-Oekraïens voetballer en voetbalcoach

## Myd
- Brent Mydland (1952-1990), Amerikaans muzikant

## Mye
- David Myers Amerikaans componist
- George Sprague Myers (1905-1985), Amerikaans ichtyoloog
- Joseph Myers (1919-1944), Amerikaans militair onderscheiden met de Militaire Willemsorde
- Krisy Myers (1978), Amerikaans roeier
- Kenneth Myers (1896-1974), Amerikaans roeier
- Lou Myers (1935-2013), Amerikaans acteur
- Mike Myers (1963), Canadees acteur
- Norman Myers (1934), Brits milieuactivist
- Stanley Myers (1930-1993), Brits componist
- Whitney Myers (1984), Amerikaans zwemster
- Roger Myerson (1951), Amerikaans econoom

## Myh
- André Myhrer (1983), Zweeds alpineskiër

## Myj
- Jochem Myjer (1977), Nederlands cabaretier

## Myk
- Illia Mykhalchyk (1996), Oekraïens motorcoureur

## Myl
- Mika Myllylä (1969-2011), Fins langlaufer

## Myr
- Alva Myrdal (1902-1986), Zweeds diplomate, politica en schrijfster
- Larry Myricks (1956), Amerikaans atleet

## Mys
- Anastasia Myskina (1981), Russisch tennisster

## Myy
- Jonni Myyrä (1892-1955), Fins atleet